# 安田屋本店
安田屋本店（やすだやほんてん）は、静岡県静岡市葵区横内町にある江戸時代に創業のそば屋。

## 概要

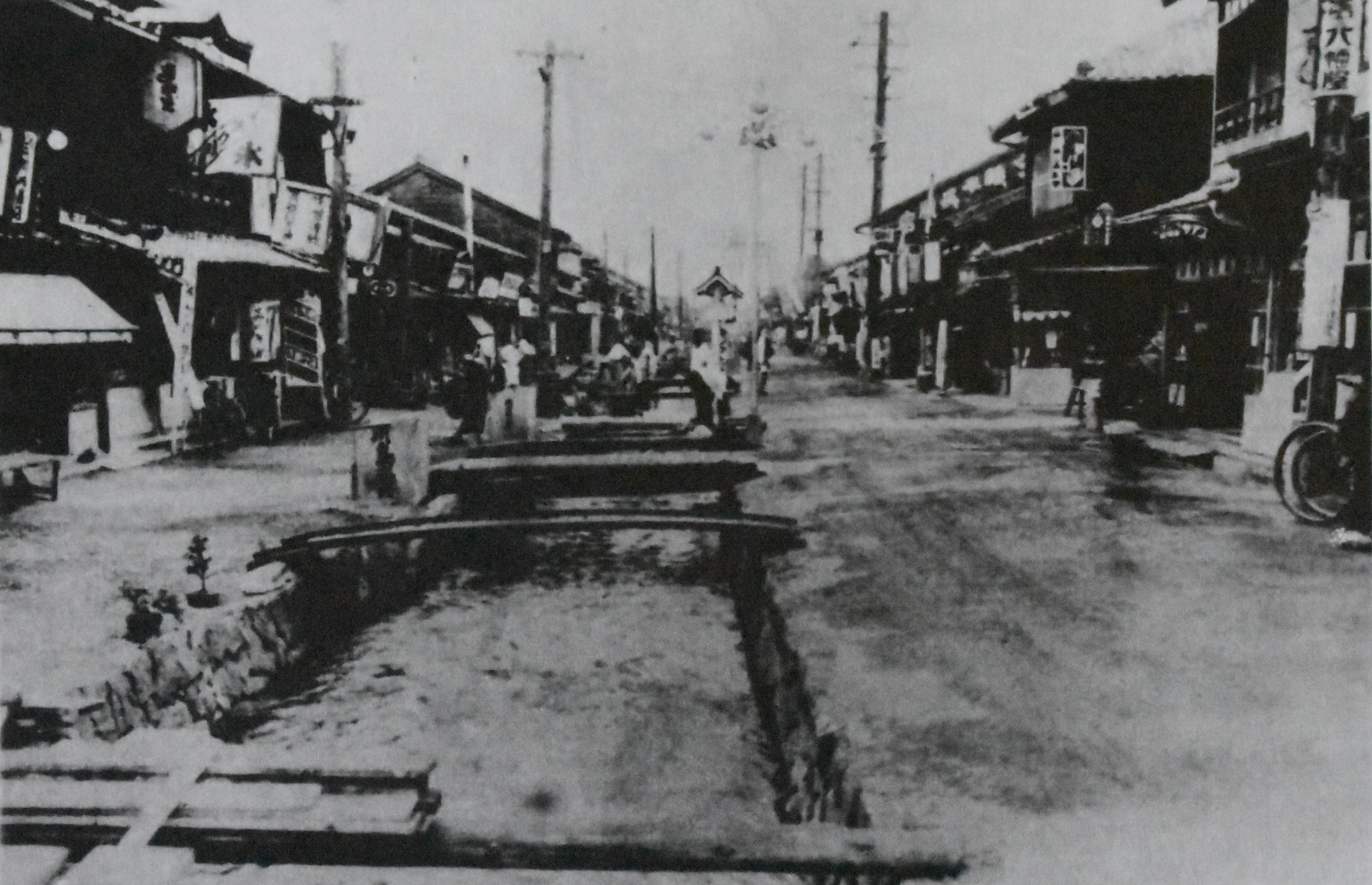
大正時代の「水落町通り」

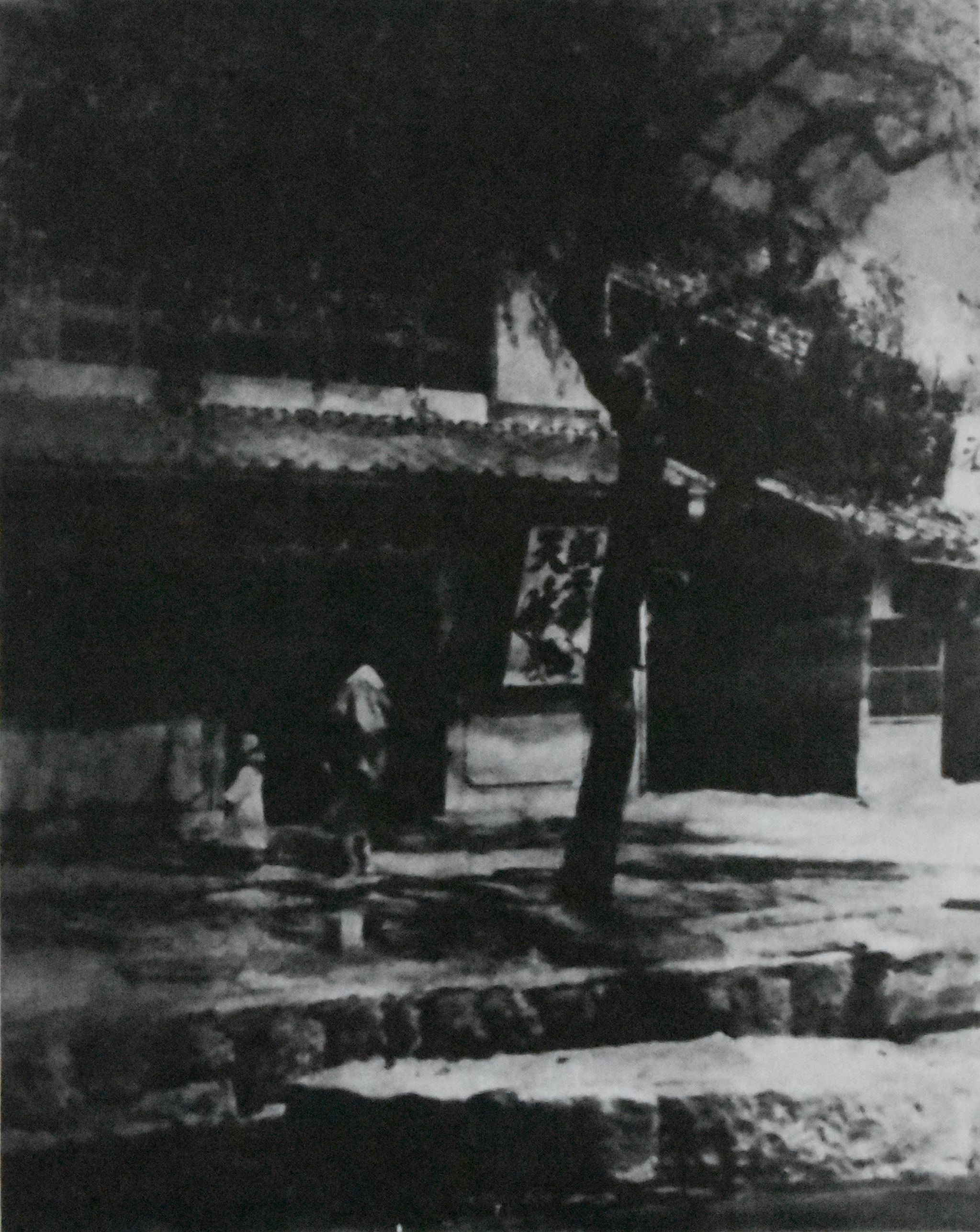
大正10年（1921年）頃の「安田屋本店」

安田家は先祖代々にわたり、県道静岡清水線（現・北街道）に面して晒屋を商いとし、江戸時代当時は、この北街道は清水港から駿府城へ物資を運ぶための運河で、その川の流れで木綿を晒していた。1866年（慶応2年）、晒屋から転職して、駿府城の近くにそば屋「安田屋本店」を開業したのが始まり。
1995年（平成7年）、城下町の商家を再現した蔵造りの店舗を新築し、「静岡市民景観賞」受賞した。また、1999年（平成11年）、四代目・安田貞男は、日本の蕎麦業界で初めての「現代の名工」を受章した。

## 沿革

### 安田家
- 1866年（慶応2年）、先祖は代々が晒屋だったが、転業して駿府城の近くでそば屋を開業。

- 初代・安田角左衛門 - はじめののれんは「さらし屋」であったが、いつしか「安田屋のそば」と言われるようになり、通称がそのまま「安田屋」というのれんになる[4]。
- 二代目・安田作兵衛 - 明治の終わり頃に信州の柏原にそばを栽培した[4]。県のそば屋の組合を作った[4]。1932年（昭和7年）に亡くなる[4]。
- 三代目・安田清太郎 - 戦災にもあい、安田家で一番苦労した人である[4]。
- 四代目・安田貞男 - 1923年（大正12年）、現在地の晒屋の家に生まれる。1941年（昭和16年）、静岡県立静岡商業学校卒業後、東京茅場町の「長寿庵[5]」で修行[2]。1944年（昭和19年）、2年間の兵役後、各地のそば店を研究し、実家の「安田屋本店」に従事。1977年（昭和52年）、静岡県知事表彰授賞。1979年（昭和54年）、厚生大臣表彰受章。1986年（昭和61年）、藍綬褒章受章。1994年（平成6年）3月、隣家の出火により店舗が全焼。1995年（平成7年）9月、店舗新築、城下町の商家を再現した蔵造りで、「静岡市民景観賞」受賞。1996年（平成8年）、勲五等双光旭日章受章。1999年（平成11年）、労働省卓越技能章（「現代の名工」）受章、蕎麦業界で初めての受章[6]。2016年（平成28年）2月、亡くなる。
- 五代目・安田裕 - 暖簾を受継いでいる。

### 現代の名工
第ⅤⅢ部門　その他の関係 - そば料理人 静岡県 安田貞男
手打ちそばの製造に秀で、特にそば粉に動、植、鉱物の種々の食材を打ち込んで、そば切りにした「変り蕎麦」に優れているほか、 一般消費者を対象とした講習会の開催等にも努めた。

### 駿府蕎麦の伝統
静岡は太平洋に面した暖かい所と連想されるが、隣県の山梨県や長野県と続く山岳地帯で、昔の静岡は蕎麦の名産地だった。静岡そばの特徴は、昔は京都風の薄味の出汁だったが、徳川慶喜が駿府に来た頃から江戸風に変わった。その一方で、揚げ物などは関西風が一部に見られる。しかし、調理法などは基本的に江戸時代のまま残されている。

### 変わり蕎麦
変わり蕎麦は、季節感と旬の香りを生かす、今まで創作した変わり蕎麦
野菜 - うど切り、生姜切り、人参切り、青ねぎ切り
魚 - 鯛切り、鮎切り、鰹切り
果物 - 林檎切り、さくらんぼ切り、柿切り

## ギャラリー

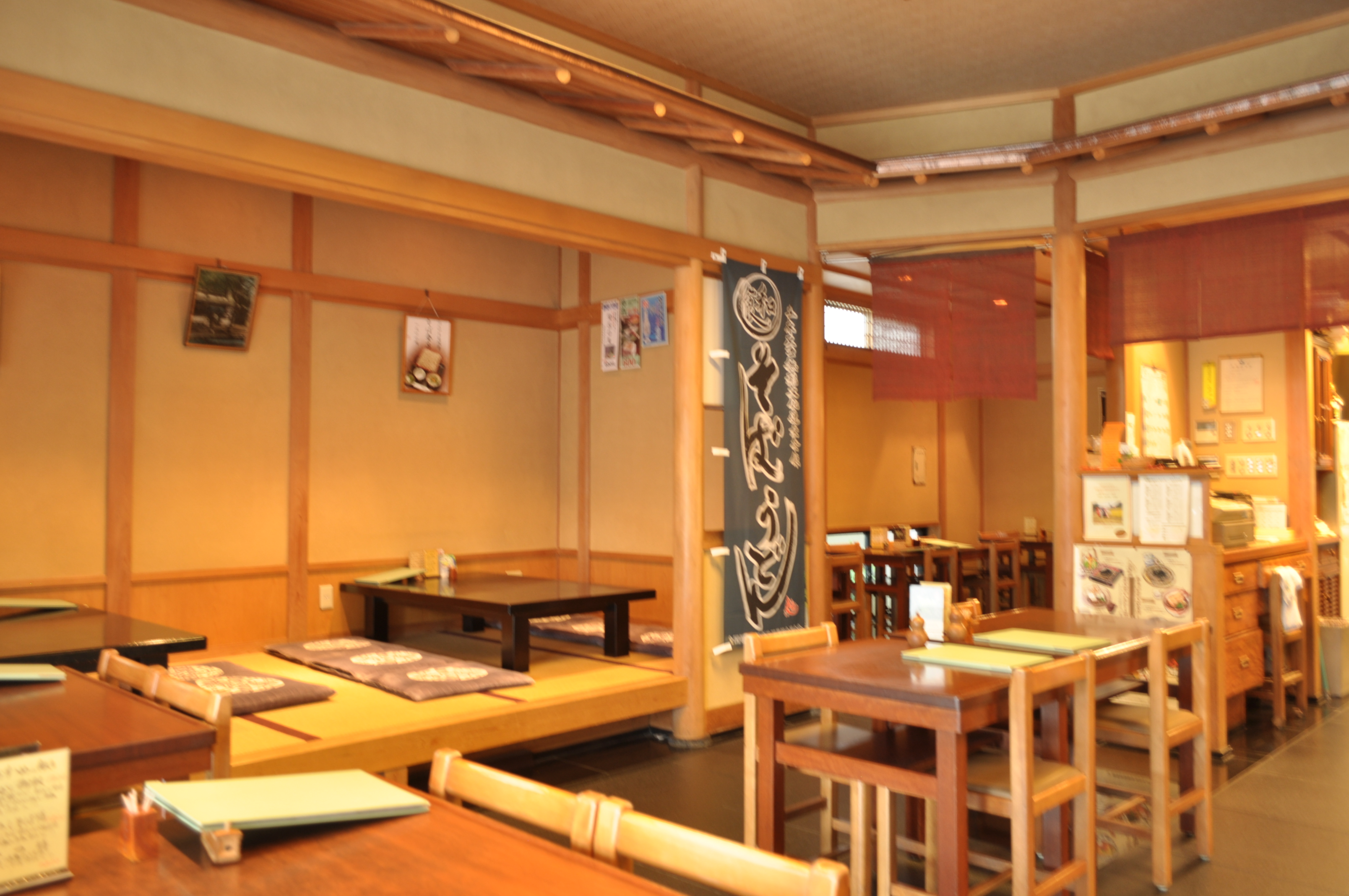
安田屋本店の店内（2016年8月14日撮影）
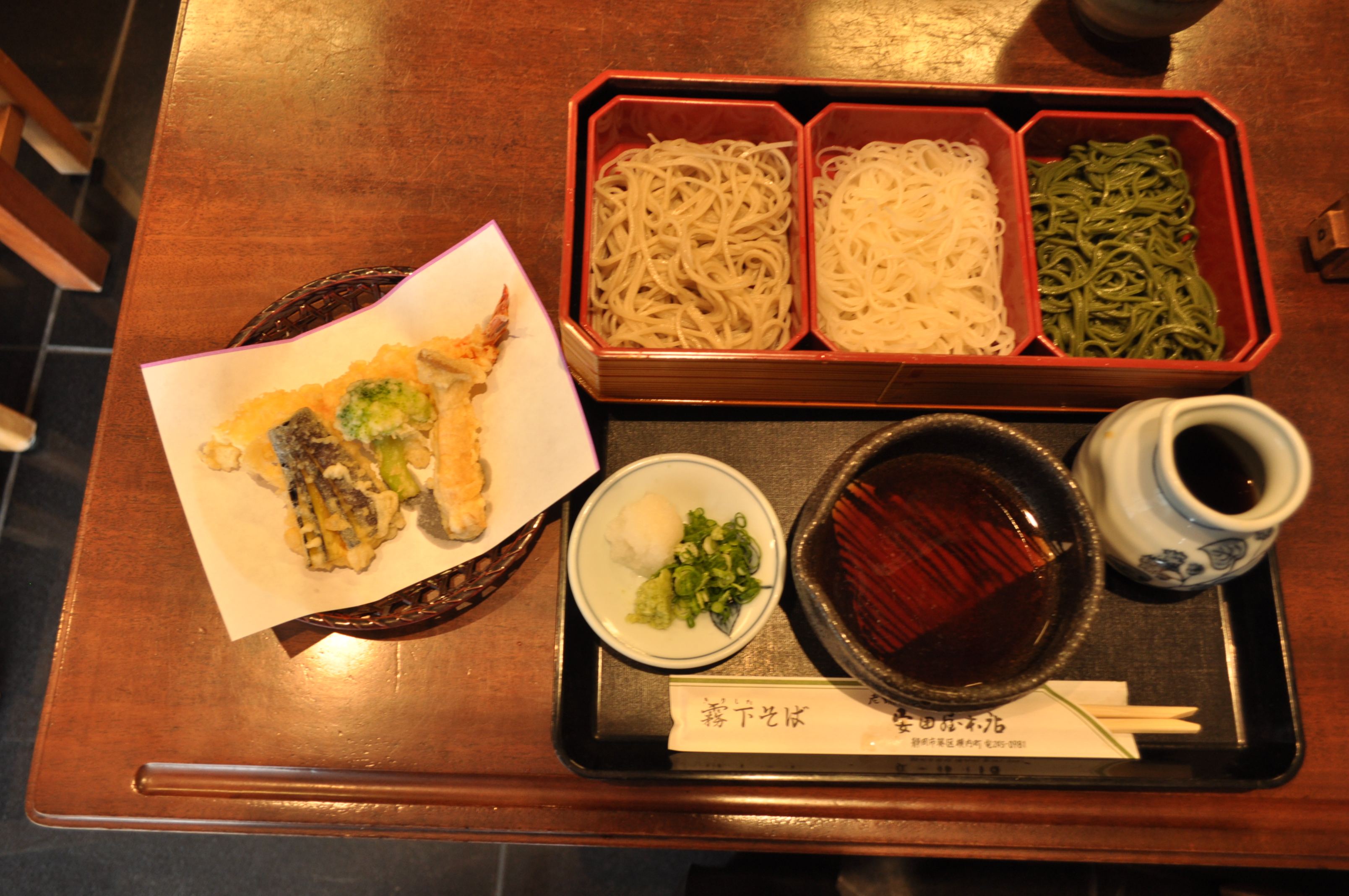
「駿河そば」（2016年8月14日撮影）

## 著書
- 『駿府手打蕎麦』、味の匠シリーズ、安田貞男著、調理栄養教育公社、2001年、2016年5月5日閲覧